# Konstantinos Mitoglou
Konstantinos „Dinos“ Mitoglou (griechisch Κωνσταντίνος "Ντίνος" Μήτογλου; * 11. Juni 1996 in Thessaloniki, Griechenland) ist ein griechischer Basketballspieler. Er steht beim griechischen Rekordmeister Panathinaikos Athen unter Vertrag, mit welchem er 2024 die EuroLeague gewann.

## Karriere
Mitoglou begann seine Karriere 2013 bei Aris Thessaloniki. Nach einer Saison wechselte Mitoglou 2014 an die Wake Forest University in den Vereinigten Staaten. In drei Jahren bei Wake Forest kam er auf 96 Einsätze, von welchen er bei 75 in der Starting Five stand. Im Schnitt erreichte er während seiner Collegezeit 9,3 Punkte and 5,4 Rebounds pro Spiel.
2017 kehrte Mitoglou nach Griechenland zurück und unterschrieb für die Saison 2017/18 bei Panathinaikos Athen. Mit Panathinaikos gewann er mehrere griechische Meisterschaften und Pokale.
In der Saison 2021/22 wechselte er zu Olimpia Milano nach Italien und gewann dort in seiner ersten Saison neben der italienische Meisterschaft auch den nationalen Pokalwettbewerb. Im Jahr 2022 war Mitoglou in einen Doping-Skandal verwickelt und erhielt eine 32-monatige Sperre, die später auf 16 Monate verringert wurde.
Im Juli 2023 kehrte er zu Panathinaikos zurück und unterzeichnete einen Dreijahresvertrag. 2024 gewann er mit Panathinaikos die EuroLeague. Dafür stand er im Finale gegen Real Madrid für 17:35 Minuten auf dem Platz und kam in diesem Zeitraum auf 8 Punkte und 3 Rebounds.

## Nationalmannschaft
Mitoglou war Mitglied der griechischen Junioren-Nationalmannschaften und nahm an mehreren Europa- und Weltmeisterschaften teil. Seit 2017 ist er auch Mitglied der griechischen Herren-Nationalmannschaft. und spielte bei den Qualifikationen zur Weltmeisterschaft 2019 und dem Qualifikationsturnier für die Olympischen Spiele 2020. Seine Teilnahme an der Weltmeisterschaft 2023 musste Mitoglou verletzungsbedingt absagen.

## Erfolge und Auszeichnungen
- Gewinner der EuroLeague: 2024
- Griechischer Meister: 2018, 2019, 2020, 2021, 2024
- Italienischer Meister: 2022
- Griechischer Pokalsieger: 2019, 2021, 2025
- Italienischer Pokalsieger: 2022

## Spielweise
Mitoglou ist für seine Vielseitigkeit auf dem Spielfeld bekannt und kann sowohl als Power Forward als auch als Center spielen. Er ist ein starker Rebounder, der seine Größe und Athletik effektiv nutzt, um sowohl offensiv als auch defensiv Rebounds zu sichern und seiner Mannschaft zweite Wurfchancen zu ermöglichen. Zudem ist er ein Spieler, der sich auch als konstanter Korbschütze auszeichnet, der sowohl im Nahbereich als auch aus der Distanz treffen kann.

## Persönliches
Mitoglou stammt aus einer sportbegeisterten Familie. Sein Vater, Dimitrios Mitoglou, war ein professioneller Fußballspieler. Sein Bruder Gerasimos ist ebenfalls im professionellen Fußball tätig.